# Szulammit Lapid
Szulammit Lapid, hebr. ‏שולמית לפיד‎ (ur. 1934 w Tel Awiwie) – izraelska pisarka, autorka opowiadań, powieści, sztuk teatralnych i literatury dla dzieci.

## Życiorys
Jej twórczość została przetłumaczona na wiele języków. Największą popularność zyskała dzięki serii powieści kryminalnych o Lizzi Badihi, izraelskiej dziennikarce tropiącej przestępców.

## Publikacje przełożone na język polski[2]
- Gazeta lokalna, 2000; cykl Lizzi Badihi t. I
- Krew mojej konkubiny, 2003; cykl Lizzi Badihi t. V